# Archaeornithes

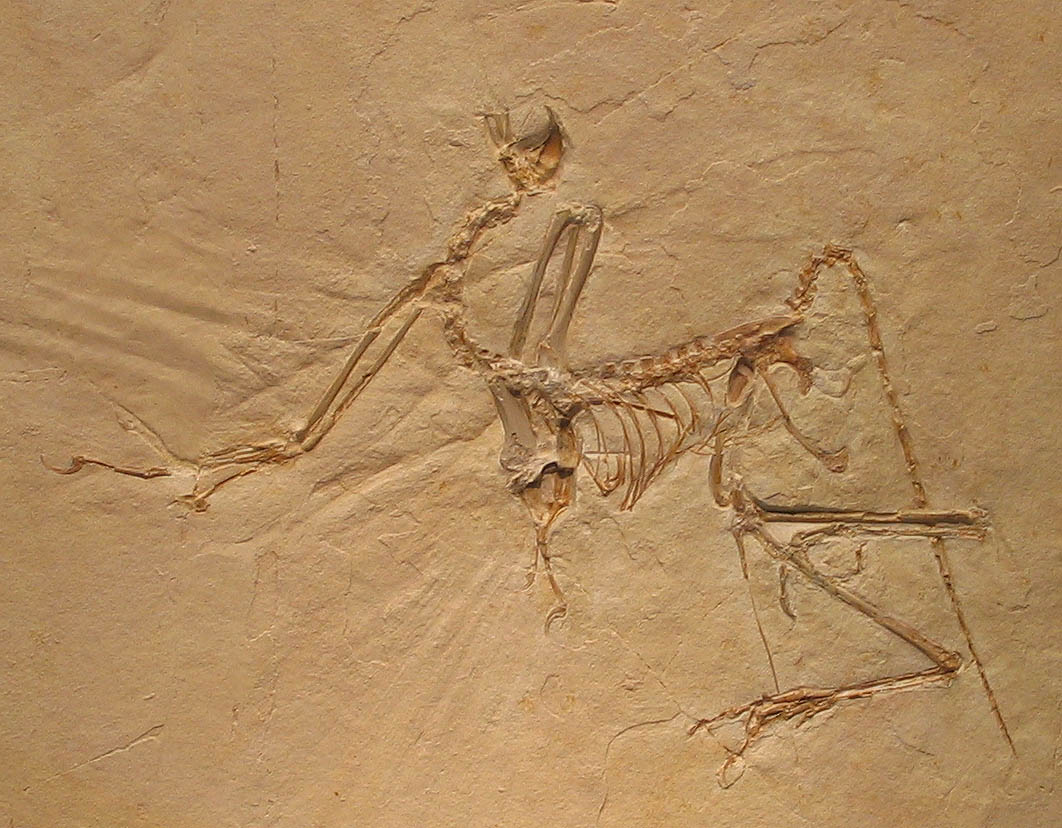
Fossiel van een Archaeopteryx bavarica

De Archaeornithes is een oude naam voor een basale groep vogels.
De naam werd in 1893 door Gadow gegeven aan een onderklasse van de vogels; Archaeopteryx lithographica was het enige bekende lid. Aves werd door hem onderverdeeld in de Neornithes en de Archaeornithes, de "Beginvogels". Het concept viel ruwweg samen met Sauriurae. De naam is tegenwoordig in onbruik geraakt; er is nooit een definitie als klade gegeven. De term wordt nog wel gebruikt door de kleine groep paleontologen die denkt dat de vogels niet tot de dinosauriërs behoren. Door dezen worden de Sauriurae wel onderverdeeld in de Archaeornithes en de Enantiornithes maar die groepen zijn waarschijnlijk niet nauw aan elkaar verwant.